# Bacteria grampositiva

Comparación de las envolturas celulares bacterianas. Arriba: Bacteria grampositiva. 1-membrana citoplasmática, 2-peptidoglicano, 3-fosfolípidos, 4-proteínas, 5-ácido lipoteicoico. Abajo: Bacteria gramnegativa. 1-membrana citoplasmática (membrana interna), 2-espacio periplasmático, 3-membrana externa, 4-fosfolípidos, 5-peptidoglicano, 6-lipoproteína, 7-proteínas, 8-lipopolisacáridos, 9-porinas.

En microbiología, se denominan bacterias grampositivas (también, bacterias Gram-positivas) aquellas que aparecen de color azul oscuro o violeta por la tinción de Gram. Esta característica química está íntimamente ligada a la estructura de la envoltura celular, por lo que refleja un tipo natural de organización bacteriana. Son uno de los principales grupos de bacterias, y cuando se tratan como taxón se utiliza también el nombre de Posibacteria. Las restantes son las bacterias gramnegativas.
La envoltura celular de las bacterias grampositivas comprende la membrana citoplasmática y una pared celular compuesta por una gruesa capa de peptidoglucano, que rodea a la anterior. La pared celular se une a la membrana citoplasmática mediante moléculas de ácido lipoteicoico. La capa de peptidoglicano confiere una gran resistencia a estas bacterias y es la responsable de retener el tinte durante la tinción de Gram. A diferencia de las bacterias grampositivas, las gramnegativas presentan una segunda membrana lipídica externa a la pared celular. Esta membrana externa se encuentra compuesta por lipopolisacáridos, que tienen carga negativa, lo que contribuye a mantener la forma de la bacteria.
Los lipopolisacáridos son famosos por su potencial de causar shock tóxico en el huésped infectado.
Incluyen especies tanto móviles (vía flagelos) como inmóviles con forma de bacilo (Bacillus, Corynebacterium, Lactobacillus, Listeria) o coco (Staphylococcus, Streptococcus); con gruesas paredes celulares o sin ellas (Mycoplasma). Algunas especies son fotosintéticas, pero la mayoría son heterótrofas. Muchas de estas bacterias forman endosporas en condiciones desfavorables. Realmente, no todas las bacterias del grupo son grampositivas (no se tiñen por la aplicación de ese método), pero se incluyen aquí por su similitud molecular con otras bacterias grampositivas.

## Estructura

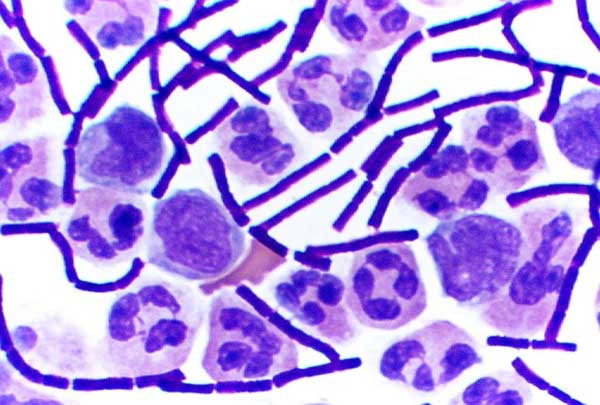
Bacterias grampositivas Bacillus anthracis (bastones violetas) en una muestra de fluido cerebroespinal vistas al microscopio tras ser teñidas con la tinción de Gram. Las otras células son leucocitos.

La célula bacteriana está rodeada por una envoltura que, observada al microscopio electrónico, se presenta como una capa gruesa y homogénea, denominada pared celular. Luego en sección (corte) se observa una estructura semejante a dos líneas paralelas separando una capa menos densa; esto corresponde a la membrana plasmática. Entre la membrana plasmática y la pared celular se encuentra el periplasma o espacio periplasmático. En el interior de la membrana plasmática se encuentra el citoplasma que está constituido por una disolución acuosa, el citosol, en el cual se encuentran ribosomas y otros agregados de macromoléculas, y en el centro se ubica la zona menos densa llamada nucleoide, que contiene una madeja de hebras difícil de resolver (distinguir) y cuyo principal componente es el ADN.
La pared externa de la envoltura celular de una bacteria grampositiva tiene como base química fundamental el peptidoglicano, que es un polímero de N-acetilglucosamina, unido en orientación ß-1,4 con ácido N-acetilmurámico, a este se agregan por el grupo lactilo cuatro o más aminoácidos. Esta molécula se polimeriza gran cantidad de veces, de modo que se forma una malla especial, llamada sáculo de mureína. Dicho compuesto es de vital importancia para conservar la forma y darle rigidez a la célula bacteriana (si este compuesto no existiese, la célula reventaría debido a su gran potencial osmótico).
Las siguientes características están presentes generalmente en una bacteria grampositiva:
- Membrana citoplasmática.
- Capa gruesa de peptidoglicano.
- Ácidos teicoicos y lipoteicoicos, que sirven como agentes quelantes y en ciertos tipos de adherencia.
- Polisacáridos de la cápsula.
- Si algún flagelo está presente, este contiene dos anillos como soporte en oposición a los cuatro que existen en bacterias gramnegativas porque las bacterias grampositivas tienen solamente una capa membranal.

Tanto las bacterias grampositivas como las gramnegativas pueden presentar una capa superficial cristalina denominada capa S. En las bacterias gramnegativas, la capa S está unida directamente a la membrana externa. En las bacterias grampositivas, la capa S está unida a la capa de péptidoglicano. Es único a las bacterias grampositivas la presencia de ácidos teicoicos en la pared celular. Algunos ácidos teicoicos particulares, los ácidos lipoteicoicos, tienen un componente lipídico y pueden asistir en el anclaje del péptidoglicano, en tanto el componente lipídico sea integrado en la membrana.
Durante la tinción de Gram el colorante (cristal violeta) penetra en todas las células bacterianas (tanto grampositivas como gramnegativas) a través de la pared bacteriana. A continuación, la mezcla de alcohol-acetona decolora las bacterias gramnegativas, pero no así las grampositivas que permanecen con color violeta-azul oscuro.

## Filogenia de las bacterias grampositivas

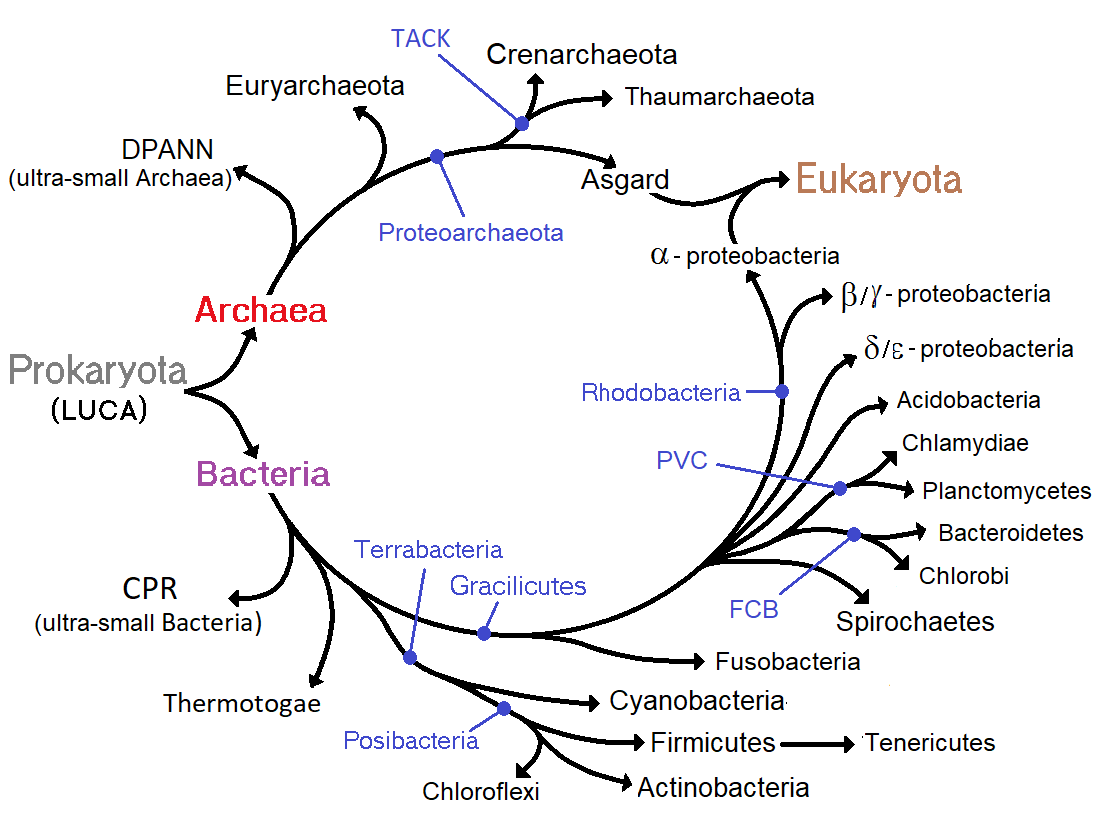
Anillo de la vida obtenido a partir de análisis filogéneticos que muestra a las bacterias grampositivas (Posibacteria, abajo) derivándose de las gramnegativas.

Se reconocen cinco filos de bacterias grampositivas.
- Uno de ellos es Bacillota o Firmicutes, que incluye muchos géneros bien conocidos tales como Bacillus, Listeria, Staphylococcus, Streptococcus, Enterococcus, y Clostridium.
- La clase Mollicutes incluye a Mycoplasma y a otras bacterias relacionadas, que han perdido las paredes celulares y no pueden ser teñidas por el método de Gram, pero son derivadas de tales formas.
- El tercer filo es Actinomycetota, que incluye algunas de las bacterias más típicas de vida terrestre, desempeñando un importante papel en la descomposición de materia orgánica. Estas y los Firmicutes son referidos, respectivamente, como grupos de G+C alto y bajo, basándose en el contenido de guanosina y la citosina en su ADN.
- El filo fotosintético Chloroflexota (Chloroflexi) es inusual porque, aunque son monodérmicas (una sola membrana), tiñen Gram negativo en la mayoría de los casos debido a que su pared externa de peptidoglicano es muy delgada.[6]
- El último grupo, Thermomicrobia, incluye bacterias heterótrofas y termófilas emparentadas con las anteriores.
- Las bacterias del filo Deinococcota (Deinococcus-Thermus) también presentan bandas grampositivas, sin embargo, se clasifican filogenéticamente con las bacterias gramnegativas, pues son similares estructuralmente a estas.

Se desconoce si las bacterias grampositivas derivan de las gramnegativas o viceversa. Si la segunda membrana (la membrana externa) es una condición derivada, los filos Chloroflexota, Bacillota y Actinomycetota podrían ser basales entre las bacterias; de lo contrario serían probablemente grupos monofiléticos recientes.
- Una opción es que las bacterias grampositivas fueran las que aparecieron primero, puesto que son las más simples. Se ha propuesto que cuando un grupo de estas bacterias desarrolló los mecanismos para producir antibióticos (como hace por ejemplo, la bacteria Streptomyces), la presión selectiva obligó a las demás a protegerse de los efectos de estas sustancias. Unas de estas estrategias fue desarrollar una doble membrana, dando lugar a las bacterias gramnegativas.[7][8]

- La opción alternativa considera que las bacterias grampositivas son las más recientes, originándose a partir de las gramnegativas al crecer la pared de peptidoglicano que impide la transferencia de lípidos para formar la membrana externa.[2][9]

Sorprendentemente dentro de Bacillota, que es un filo típico monodérmico, existen dos grupos, Negativicutes y Halanaerobiales, que son plenamente bacterias didérmicas. Puesto que estos grupos no están más relacionados entre sí que con el resto de los firmicutes se especula que una pared celular didérmica estaba presente en el antecesor de Bacillota.